# Макаровка (приток Нетомы)
Макаровка — река в России, протекает в Плесецком районе Архангельской области, по болотистой местности вдали от населённых пунктов. Устье реки находится в 96 км по левому берегу Нетомы. Длина реки составляет 10 км.

## Данные водного реестра
По данным государственного водного реестра России относится к Балтийскому бассейновому округу, водохозяйственный участок реки — Водла, речной подбассейн реки — Свирь (включая реки бассейна Онежского озера). Относится к речному бассейну реки Нева (включая бассейны рек Онежского и Ладожского озера).
Код объекта в государственном водном реестре — 01040100412102000016524.